# Salina (wyspa)
Salina – wyspa pochodzenia wulkanicznego, położona na północ od Sycylii na Morzu Tyrreńskim.
Druga co do wielkości wyspa w Archipelagu wysp Liparyjskich. Wznosi się na wysokość ponad 900 m n.p.m. Jej całkowita powierzchnia wynosi ok. 26,1 km². Żyje na niej około 2 500 stałych mieszkańców.
Administracyjnie wyspa znajduje się w mieście metropolitarnym Mesyna, w regionie Sycylia. Podzielona jest na trzy gminy: Santa Marina Salina, Malfa i Leni.
Za czasów greckich nazywano ją Didyme („bliźniaki”), nazwą nawiązującą do dominujących nad wyspą dwóch charakterystycznych stożków wulkanicznych. Nazwa salina pochodzi z kolei od sztucznego basenu, położonego na południowo-wschodnim cyplu wyspy (Punta di Lingua), w którym w dawnych czasach produkowano sól z wody morskiej. Salina jest najbardziej urodzajną z wysp Liparyjskich. Znana jest m.in. z uprawy kaparów oraz winogron, z których produkuje się wino Malvasia.

## Historia
Wyspa powstała w wyniku aktywności sześciu nieczynnych obecnie wulkanów: Capo, Pizzo del Corvo (529 m), Monte Rivi (852 m), Monte Fossa delle Felci (962 m), Monte dei Porri (860 m) i Pollara. Trzy najstarsze wulkany (Capo, Pizzo di Corvo i Monte Rivi) były aktywne około 430 tys.–500 tys. lat temu i są obecnie silnie zerodowane. Około 127 tys. lat temu zaczął tworzyć się wulkan Fossa delle Felci, wyrzucając materiał piroklastyczny i andezytowo-bazaltowe lawy. Około 100 tys. lat temu, gdy działał jeszcze wulkan Fossa delle Felci, pojawiło się nowe centrum wulkaniczne, Porri, którego andezytowo-bazaltowe lawy i materiały piroklastyczne pokryły całą ówczesną wyspę, łącznie z wulkanem Fossa delle Felci. Stratowulkan Porri zakończył swoją aktywność około 67 tys. lat temu.
Około 30 tys. lat temu w północno-zachodniej części wyspy pojawił się najmłodszy z wulkanów, Pollara, dając wylewy lawy dacytowej. Z kolei około 24 tys. lat temu wulkan Fossa delle Felci wznowił swoją aktywność po długiej przerwie, początkowo w formie silnie eksplozywnej, następnie ograniczając się do wylewów lawy andezytowo-bazaltowej i andezytowej oraz niewielkich wybuchów (wulkanizm typu stromboliańskiego). Natomiast Pollara, po początkowych wylewach uciszył się na dłuższy czas, podczas którego jego magma ewoluowała w komorze magmowej od dacytu do ryolitu. Około 13 tys. lat do tej komory wtargnęła prawdopodobnie gorętsza magma bazaltowa, która wywołała końcową, gwałtowną erupcję. Poza wyrzuceniem dużej ilości materiału piroklastycznego, erupcja ta wyrwała krater o średnicy 1 km w północno-zachodniej części wulkanu Monte dei Porri. Mniej więcej w tym samym czasie zakończył swą aktywność wulkan Fossa delle Felci. Na morzu w pobliżu wulkanu Pollara aktywnych jest szereg fumaroli.